# Mothocya trillesi
Mothocya trillesi là một loài chân đều trong họ Cymothoidae. Loài này được Rokicki miêu tả khoa học năm 1986.